# Gustave De Smet
Gustave De Smet (Gante, 21 de enero de 1877 - Deurle-sur-Lys, 8 de octubre de 1943) fue un pintor belga, adscrito al expresionismo. 

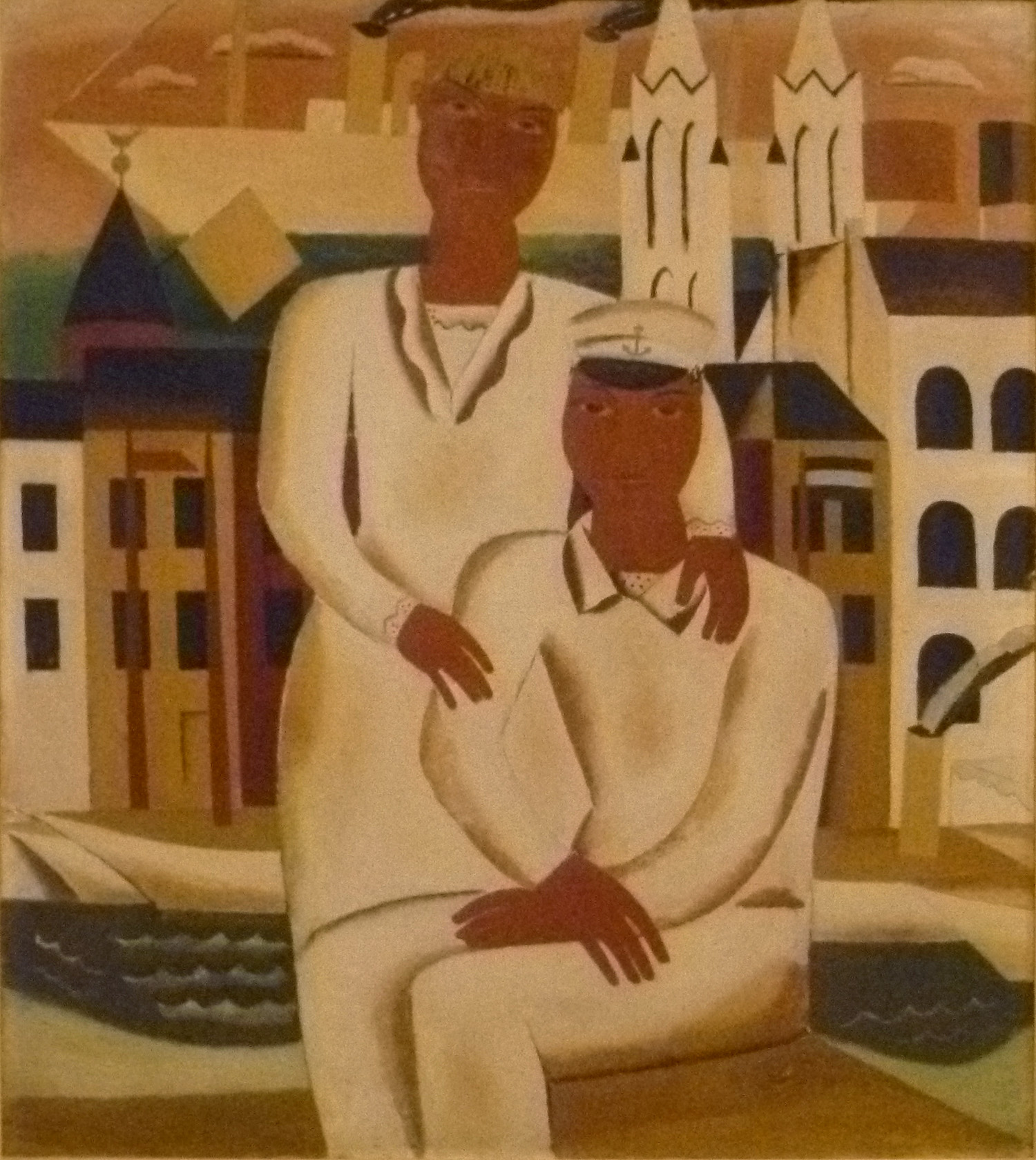

Fue miembro de la colonia de artistas de Sint-Martens-Latem, junto a Albert Servaes, Gustave Van de Woestijne, Constant Permeke y Frits Van den Berghe. Iniciado en el impresionismo, durante su estancia en Holanda durante la Primera Guerra Mundial recibió la influencia del expresionismo, principalmente debido al contacto con Jan Sluyters y Henri Le Fauconnier. Se especializó en pintura de paisaje, generalmente de ambiente rural, retratando la vida agrícola y las tradiciones populares de su país, con cierta esquematización de influencia cubista y un aire irreal cercano a Chagall. 